# Unguraș (okręg Marmarosz)
Unguraș – wieś w Rumunii, w okręgu Marmarosz, w gminie Dumbrăvița. W 2011 roku liczyła 488 mieszkańców.